# Leo en Lea bij de Lapino's
Leo en Lea bij de Lapino's is een stripverhaal van de Belgische tekenaar Hergé. De hoofdfiguren in het verhaal zijn Leo en Lea, twee beertjes. Het is het enige verhaal dat is verschenen met Leo en Lea in de hoofdrol.

## Geschiedenis
De strip verscheen in 1934 in het jeugdbijvoegsel "Le Petit Vingtième", behorend bij het Belgische nieuwsblad "Le Vingtième Siècle". Het verhaal was gedrukt in zwart-wit. Leo en Lea was een uiteindelijke versie van het verhaal "Tim l'Écureuil" (Tim, de eekhoorn) uit 1931 en "les Aventures de Tom et Millie" uit 1933. De strip was voor tekenaar Hergé een experiment om te kijken of hij dieren de hoofdrol kon laten spelen. Na de strip kwam hij echter tot de conclusie dat dit hem niet lag. Hij verklaarde dan ook achteraf: "Dat heb ik laten vallen; waarom zou je dieren dingen laten doen die mensen ook doen?" Van de strip zijn ook maar weinig exemplaren verschenen. Het album wordt algemeen beschouwd als collector's item. Later, in 1948, werd het verhaal hertekend en ingekleurd en verscheen het in die versie in het weekblad Kuifje.

## Verhaal
De beertjes Leo en Lea trekken naar het Wilde Westen om een markt te vinden voor de hoeden die Leo maakt. In het land waar ze heen gaan wonen de Lapino's, een indianenstam. Deze stam die in zijn geheel uit konijnen bestaat die hun oren als veren hebben beschilderd- ziet in Leo en Lea een bedreiging en verklaart hun de oorlog. Later in het verhaal krijgen Leo en Lea het tevens aan de stok met Bully Bull, een bandiet. Tussen de regels door behandelt Hergé thema's als wapenhandel en vrijemarkteconomie tegenover protectionisme.